# نادي الكرخ
نادي الكرخ التربوي الرياضي هو نادي رياضي عراقي لكرة القدم مقره الكرخ في بغداد تأسس عام 1963. يلعب الفريق في دوري نجوم العراق . الملعب الرئيس للنادي هو ملعب الكرخ.
لم ينجح الكرخ في الوصول إلى دوري الدرجة الأولى لكرة القدم العراقية حتى تم نقل أصول وموقع نادي الرشيد إلى الكرخ بعد حل الرشيد عام 1990. في عام 2022 حقق الكرخ لقبه الأول في كأس العراق لكرة القدم بفوزه 2-1 على نادي الكهرباء في المباراة النهائية.

## الألقاب والإنجازات
دوري الدرجة الاولى العراقي:
- البطل (2): 2012-13، 2017-18.[3]

كاس العراق
- البطل (1): 2021-22.[3]

## الأنشطة الرياضية الأخرى

### كرة السلة
- دوري كرة السلة العراقي
  - فوز (13): 1980–81، 1981–82، 1982–83، 1987–88، 1988–89، 1996–97، 1997–98، 1998–99، 2001–02، 2004–05، 2005–06، 2007–08، 2015–16.[بحاجة لمصدر]